# 张家口学院

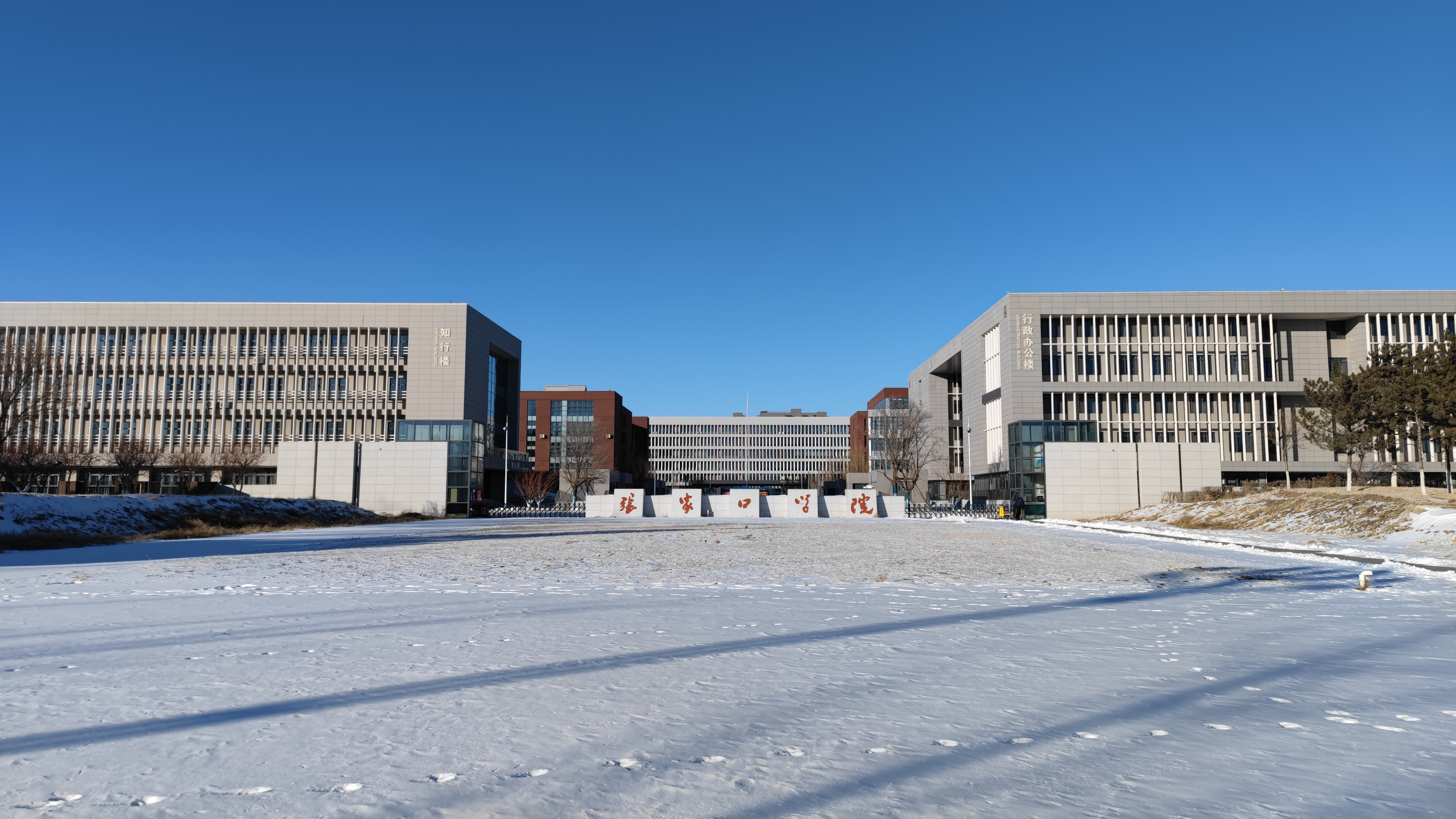
张家口学院

张家口学院，简称张院，是中华人民共和国的一所全日制本科公办省属普通高等学校，位于河北省张家口市。
1978年，张家口地区教师进修学校成立；1984年5月，改建为张家口地区教育学院；1994年，更名为张家口教育学院。2004年7月，张家口教育学院、河北北方学院卫生技术分院和张家口市职工大学合并为新的张家口教育学院。2013年4月，改建为张家口学院。